# Kenyentulus serdinensis
Kenyentulus serdinensis är en urinsektsart som beskrevs av Chao, Lee och Chen 1998. Kenyentulus serdinensis ingår i släktet Kenyentulus och familjen lönntrevfotingar. Inga underarter finns listade i Catalogue of Life.